# Annie Vallottonová
Annie Vallottonová (Anne Marie Vallotton, 21. února 1915 Lausanne – 28. prosince 2013 Sanary-sur-Mer) byla švýcarsko–francouzská malířka a ilustrátorka.
Jejím nejvýznamnějším dílem jsou ilustrace bible. O jejich vytvoření pro překlad Good News Bible ji v roce 1966 požádal Eugene Nida. Podle vydavatelství Harpercollins z ní tyto ilustrace udělaly nejvydávanější ilustrátorku, když jen Good New Bible vyšla mezi lety 1966–2014 v 225 miliónech výtisků. Přitom jsou tyto ilustrace používány i ve vydáních bible v jiných jazycích: Používá je například německá Gute Nachricht Bibel a také české Slovo na cestu, které Česká biblická společnost vydává s ilustracemi od roku 2010.